# Лібаво-Роменська залізниця
Лібаво-Роменська залізниця — залізниця в Російській імперії, побудована впродовж 1871—1874 років на кошти приватного капіталу — Товариства Ландварово-Роменської залізниці. З 1 травня 1891 року — казенна.

## Розташування
Прокладена територіями Віленської, Мінської, Могилівської, Чернігівської та Полтавської губерній. Одна з приватних залізниць, побудована Карлом Федоровичем фон Мекком, належала родині фон Мекк, пізніше стала казенною.

## Історія
1 та 24 березня 1870 року Лібаво-Роменська залізниця увійшла до складу ліній, що визнані найважливішими і затвердженими журналами Комітету залізниць. Лінія повинна була з'єднати Лібавську залізницю з «малоросією». Проєктні дослідження були проведені у тому ж 1870 році. Проєкт нормальної концесії затверджений 9 травня 1871 року.
Лібаво-Роменська лінія повинна була відгалузитись від Петербурзько-Варшавської залізниці, до якої прилягала й Лібавська, між станціями Ландварово та Вільно, попрямувати на південний схід; розминутись шляхопроводом з Московсько-Берестейською залізницею у Мінську і перетнути Московсько-Києво-Воронезьку на станції Бахмач, але вже на одному рівні та звідси прокладсти далі до станції Ромни.
Довжина головного шляху становила 718 верст, крім того у Мінську передбачалося будівництво сполучної гілки до Московсько-Берестейської залізниці завдожкию 2 версти. Земляне полотно для однієї колії передбачалось шириною 2,6 сажня. Передбачалось 108 паровозів рухомого складу, 82 вагонів пасажирських, 4 арештантських, 762 вантажних і багажних та 1000 платформ.

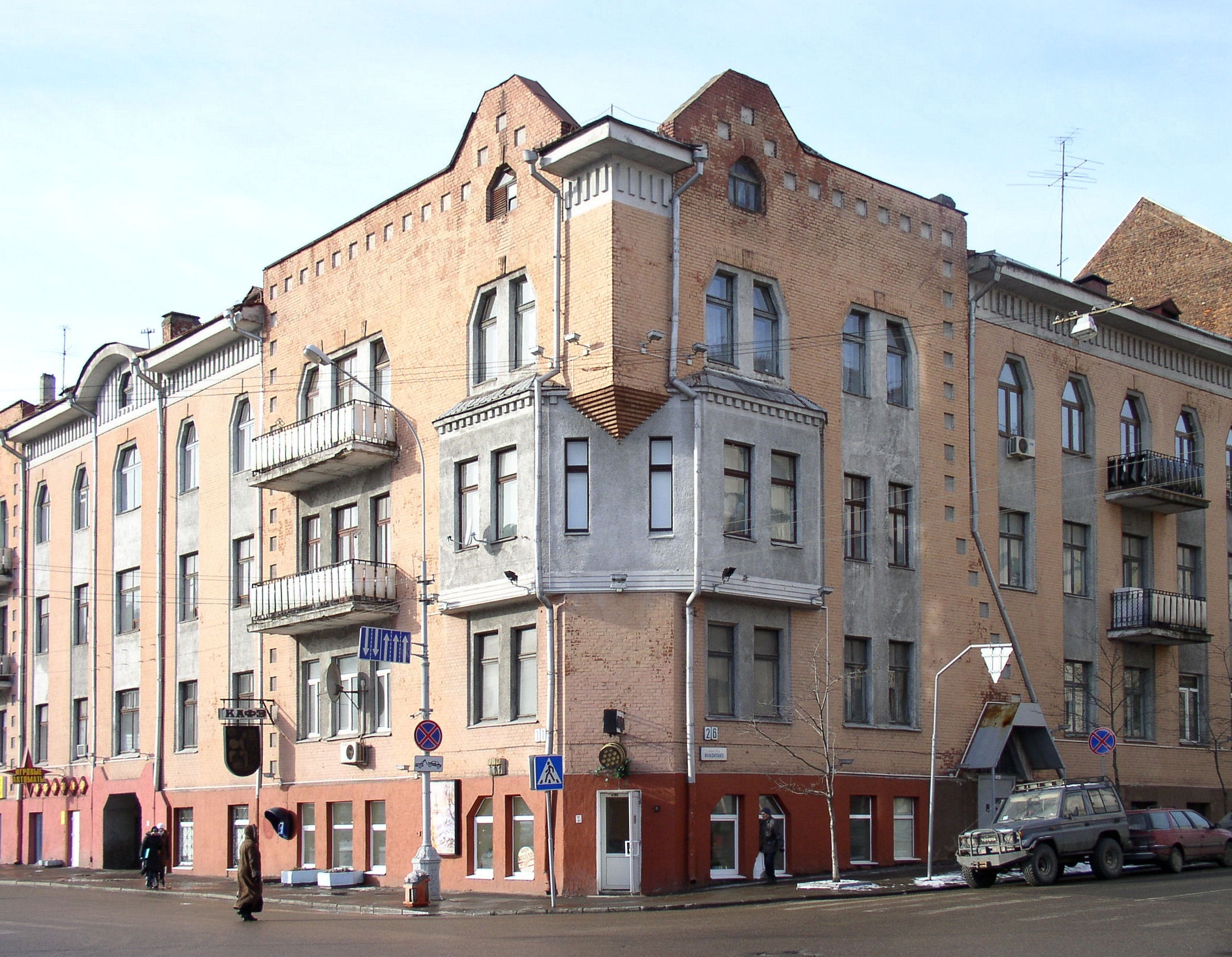
Будівля управління Лібаво-Роменською залізницею в Мінску (вул. Кірова, 11)

Для побудови залізниці засновувалось акціонерне товариство з терміном володіння на 81 рік, а сама залізниця повинна була побудована протягом трьох років.
На відбір кандидатів з будівництва дороги подали заявки: інженер-капітан Яфімович з віденським банкіром Вейкерсгеймом, статський радник Герстфельд, полковник Жирар-де-Сукантон, купець Варгунін з почесним громадянином Гінцбургом, торговий дім Гладіна, інженер-полковник Фалькенгаген, представник Гамбурзького північного банку, статський радник фон-Мекк і комерції радник Варшавський.
За угодою Міністерства шляхів сполучення та Міністерства фінансів, засновником акціонерного товариства був обраний Статський радник фон-Мекк, на ім'я якого 29 липня 1871 була видана концесія. Статут товариства затверджений 25 грудня 1871 року. Згодом, за клопотанням правління Товариства, на підставі затвердженого 7 березня 1872 року журналу Комітету Залізниць напрямок Ландварово-Роменської лінії дещо змінено, при чому пункт її з'єднання з Петербургзько-Варшавською залізницею встановлено за 8 верст на схід від Вільно, на правому березі річки Вілейки.
Загальна довжина залізниці склала 711,1 верст. Біля Бобруйська, Жлобина і Гомеля побудовані три гілки до річок: Березини, Дніпра і Сожу.

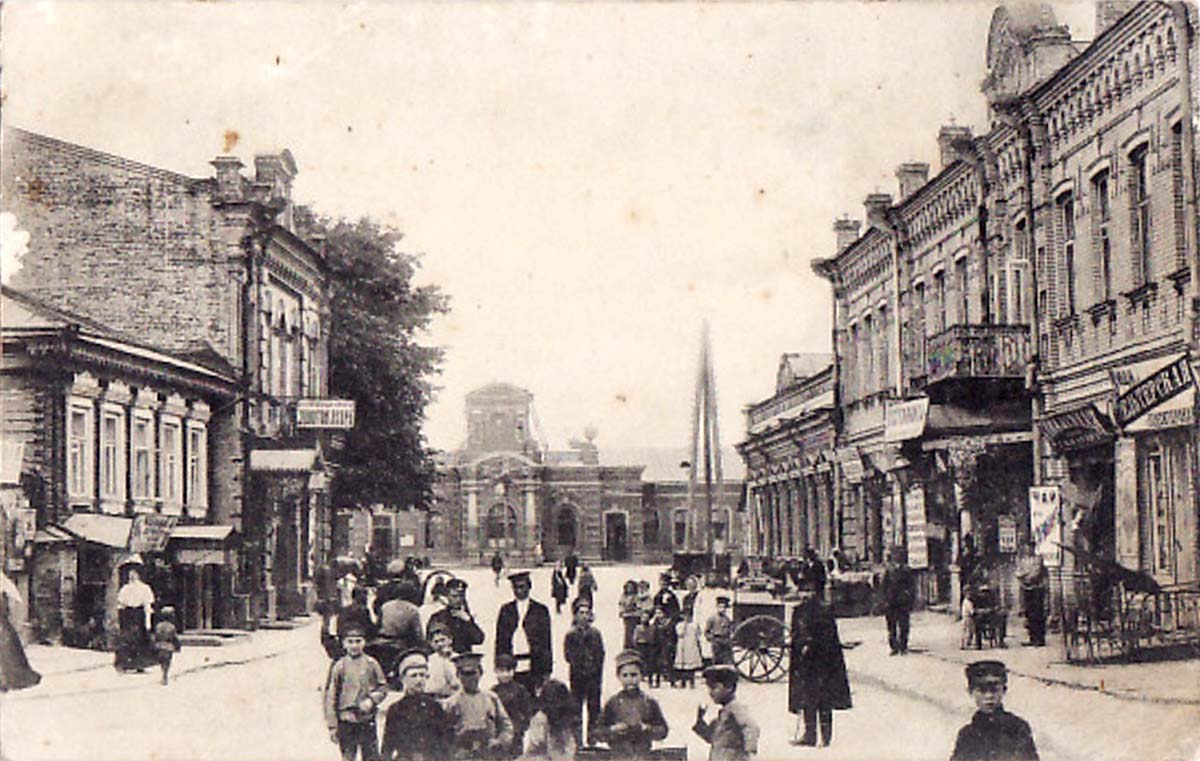
Гомельський залізничний вокзал

Рух залізницею відкривався окремими дільницями:
- Нова Вільня — Мінськ (173 версти) — 14 грудня 1873 року;
- Мінськ — Бобруйськ (139,5 верст) — 16 вересня 1873 року[2];
- Бобруйськ — Гомель (141,8 верст) — 17 листопада 1873 року[3];
- Гомель — Бахмач (184 версти) — 12 грудня 1874 року;
- Бахмач — Ромни (72 версти) — 15 липня 1874 року.

1876 року Ландварово-Роменська залізниця об'єднана з побудованою у 1871 році безприбутковою Лібаво-Кошедарською залізницею в Лібаво-Роменську залізницю.
У 1881 році, після викупу казною, Харківсько-Миколаївської залізниці розпочато будівництво продовження на 200 верст від станції Ромни до вузлових станцій Ромодан та Кременчук. 1 жовтня 1888 року залізниця об'єднана з Харківсько-Миколаївською залізницею.
1 травня 1891 року залізниця придбана казною і підпорядкована Міністерству шляхів сполучення.
У 1913 році довжина залізниці становила 1434 км (у тому числі 195 км — двоколійні ділянки).
У 1918 році основна лінія була включена до складу Західних залізниць.

## Головні станції
- Нова Вільня;
- Мінськ;
- Бобруйськ;
- Гомель;
- Бахмач.